# Почесні громадяни Слов'янська
Почесний громадянин Слов'янська — звання, яке присуджує Слов'янська міська рада за великий особистий внесок у соціально-економічний і культурний розвиток міста Слов'янська, людям, які своїми досягненнями в науці, техніці, культурі та спорті, у військовій і державній сферах, що сприяли росту авторитету міста в державі та за її межами.
«Положення про Почесного громадянина міста Слов'янська» було затверджено виконавчим комітетом міської Ради народних депутатів 1 березня 1967 року.
В часи незалежної України, у 1995 і 1997 роках в «Положення про Почесного громадянина міста Слов'янська» були внесені зміни.
Після змін 1997 року звання може бути надано посмертно. Звання може бути знято якщо громадянин був засуджений.
Люди, які отримали звання «Почесний громадянин Слов'янська» одержують свідоцтво, посвідчення і нагрудну стрічку. Фотографії цих людей, рішенням Слов'янської міської ради про одержання звання й опис заслуг перед містом заносяться в міську Книгу Пошани. Ця книга знаходиться у Слов'янському краєзнавчому музеї.
Звання почесного громадянина надає право на безкоштовний телефонний зв'язок, комунальні послуги і медичне обслуговування, безплатний проїзд у міському громадському транспорті. Почесні громадяни можуть брати участь у всіх урочистих заходах Слов'янська, як почесні гості.
Вручення звань іноді присвячені до річниць подій: в 1976 року — до 300-річчя міста, в 1987 році — до «32-ї річниці звільнення міста від німецько-фашистських загарбників».

## Список почесних громадян

### Особи, яким статус надано під час радянської окупації
1. Власов Іван Уласович — звання надано 19 квітня 1967 року
2. Велігура Іван Макарович — звання надано 19 квітня 1967 року
3. Іванова Ірина Іванівна — звання надано 19 квітня 1967 року
4. Олейников Костянтин Юхимович — звання надано 19 квітня 1967 року
5. Співак Григорій Кузьмич — звання надано 19 квітня 1967 року
6. Манько Георгій Іванович — звання надано 19 квітня 1967 року
7. Аристов Михайло Костянтинович — звання надано 19 квітня 1967 року
8. Брехов Костянтин Іванович — звання надано 1 листопада 1967 року
9. Кучеренко Дмитро Іустинович — звання надано 1 листопада 1967 року
10. Земляний Іван Іванович — звання надано 1 листопада 1967 року
11. Лелющенко Дмитро Данилович — звання надано 19 квітня 1967 року
12. Кривоносий Петро Федорович — звання надано 26 жовтня 1971 року
13. Гардига Макар Васильович — звання надано 21 вересня 1976 року
14. Храмченко Григорій Іванович — звання надано 21 вересня 1976 року
15. Богатиков Юрій Йосипович — звання надано 5 вересня 1985 року
16. Шандула Володимир Никифорович — звання надано 5 вересня 1985 року
17. Лосик Олег Олександрович — звання надано 2 вересня 1987 року

### Особи, яким статус надано в часи незалежноїУкраїни
1. Богун Микола Андрійович — звання надано 18 квітня 1995 року
2. Рипаленко Петро Опанасович — звання надано 18 квітня 1995 року
3. Олейников Володимир Леонтійович — звання надано 18 квітня 1995 року
4. Пасов Олексій Єгорович — звання надано 24 жовтня 1997 року
5. Горгуленко Іван Олександрович — звання надано 11 лютого 1998 року
6. Свешников Микола Миколайович — звання надано 11 лютого 1998 року
7. Новак Леонід Йосипович — звання надано 30 березня 1999 року
8. Савченко Юрій Григорович — звання надано 30 червня 1999 року
9. Чуйко Анатолій Миколайович — звання надано 14 грудня 2000 року
10. Ростропович Мстислав Леопольдович — звання надано 28 лютого 2000 року
11. Фуксман Лев Ханинович — звання надано 26 лютого 2002 року
12. Шнурков Арсентій Васильович — звання надано 2 листопада 2005 року
13. Смирнов Віктор Сергійович — звання надано 2 листопада 2005 року
14. Медведєв Микола Михайлович — звання надано 2 листопада 2005 року
15. Оковітий Сергій Іванович — звання надано 2 листопада 2005 року
16. Бовздаренко Анатолій Григорович — звання надано 5 вересня 2007 року
17. Задорожня Олена Степанівна — звання надано 5 вересня 2007 року
18. Сергієнко Микола Маркович — звання надано 26 вересня 2011 року.
19. Гагацева Гертруда Іванівна — звання надано 31.08.2012
20. Юньов Володимир Петрович — звання надано 31.08.2012
21. Казначеєв Андрій Вікторович — звання надано 13.09.2012
22. Казначеєва Світлана Михайлівна — звання надано 13.09.2012
23. Соцька Ірина Сергіївна — звання надано 13.09.2012
24. Семененко Ярослав Сергійович — звання надано 13.09.2012
25. Мащенко Олександр Сергійович — звання надано 13.09.2012
26. Калина Андрій Яковлевич — звання надано 13.09.2012
27. Волкова Юлія Дмитрівна — звання надано 13.09.2012
28. Арутюнян Едуард Хачатурович — звання надано 04.09.2013
29. Пушкарев Геннадій Георгійович — звання надано 04.09.2013
30. Самойлович Віктор Анатолійович — звання надано 04.09.2013
31. Харченко Сергій Іванович — звання надано 04.09.2013
32. Антоненко Віктор Єгорович — звання надано 09.09.2017
33. Чечоткін Микола Олександрович — звання надано 22.08.2019
34. Артюхов Денис Володимирович (? — 2022) — старший солдат Збройних сил України, учасник російсько-української війни.[3]
35. Бабкін Кирило Олегович (? — 2023) — старший солдат Збройних сил України, учасник російсько-української війни.[3]
36. Богданов Богдан Олександрович (? — 2023) — солдат Збройних сил України, учасник російсько-української війни.[3]
37. Бойко Олександр Сергійович (1983—2022) — молодший сержант Збройних сил України, учасник російсько-української війни.[3]
38. Бойко Олексій Леонідович (1975—2022) — солдат Збройних сил України, учасник російсько-української війни.[3]
39. Бойцов Олег Леонідович (1979—2019) — старшина Державної служби України з надзвичайних ситуацій, учасник російсько-української війни.[3]
40. Бондаренко Сергій  Юрійович (1984—2023) — солдат Збройних сил України, учасник російсько-української війни.[3]
41. Бордюгов Павло Григорович — солдат Збройних сил України, учасник російсько-української війни.[3]
42. Веріхов Олександр Миколайович (1984—2023) — солдат Збройних сил України, учасник російсько-української війни.[3]
43. Верпекі Сергій Сергійович (? — 2023) — солдат Збройних сил України, учасник російсько-української війни.[3]
44. Горбенко Олександр Анатолійович (1981—2023) — солдат Збройних сил України, учасник російсько-української війни.[3]
45. Гришин Антон Володимирович (1989—2023) — головний сержант Збройних сил України, учасник російсько-української війни.[3]
46. Грищенко Олександр Вікторович (1978—2023) — сержант Збройних сил України, учасник російсько-української війни[3]
47. Грішин Ігор Іванович (1975—2014) — капітан (посмертно) Збройних сил України, учасник російсько-української війни[3]
48. Гуленко Павло Леонідович (? — 2023) — молодший сержант Збройних сил України, учасник російсько-української війни.[3]
49. Денисенко Дмитро Валерійович (? — 2023) — солдат Збройних сил України, учасник російсько-української війни.[3]
50. Дешевий Іван Сергійович (? — 2022) — солдат Збройних сил України, учасник російсько-української війни.[3]
51. Єрємєєв Ігор Юрійович (? — 2023) — штаб-сержант Збройних сил України, учасник російсько-української війни.[3]
52. Єфименко Руслан Олександрович (1988—2023) — старший солдат Збройних сил України, учасник російсько-української війни.[3]
53. Ігнатенко Ігор Сергійович (? — 2023) — старший солдат Збройних сил України, учасник російсько-української війни.[3]
54. Карпенко Ян Іванович (? — 2023) — полковник Збройних сил України, учасник російсько-української війни.[3]
55. Касянчук Роман Олександрович (1987—2022) — солдат Збройних сил України, учасник російсько-української війни.[3]
56. Киркач-Антоненко Віталій Володимирович (1987—2022) — солдат Збройних сил України учасник російсько-української війни.[3]
57. Коваль Віктор Олександрович (1974—2022) — військовик Збройних сил України, учасник російсько-української війни.[3]
58. Коровний Олександр Олександрович (1994—2023) — солдат Збройних сил України, учасник російсько-української війни.[3]
59. Кравцов Микита Сергійович (?-2023) — солдат Збройних сил України, учасник російсько-української війни. Почесний громадянин Слов'янська (посмертно).[3]
60. Крячко Карина Володимирівна (?-2023) — офіцер НГУ, учасниця російсько-української війни.[3]
61. Кузьменко Костянтин Олегович (1985—2022) — старший солдат Збройних Сил України, учасник російсько-української війни[3].
62. Кузьмич Ростислав Ігорович (?-2023) — солдат Національної гвардії України, учасник російсько-української війни[3].
63. Кучеренко Сергій Євгенович (1991—2023) — старший сержант Національної гвардії України, учасник російсько-української війни.[3].
64. Левицький Ігор Олександрович (? — 2023) — сержант Збройних сил України, учасник російсько-української війни.[3]
65. Лизенко Микола Сергійович (? — 2023) — молодший сержант Збройних сил України, учасник російсько-української війни.[3]
66. Логвиненко Михайло Вікторович (1986—2022) — солдат Збройних сил України, учасник російсько-української війни.[3]
67. Майборода Сергій Григорович (1971—2019) — старший матрос Збройних сил України, учасник російсько-української війни.[3]
68. Мацепа Дмитро Русланович (? — 2022) — молодший сержант Збройних сил України, учасник російсько-української війни.[3]
69. Медяник Дмитро Геннадійович (1986—2023) — солдат Збройних сил України, учасник російсько-української війни.[3]
70. Михайлов Сергій Валерійович (?-2023) — сержант Збройних сил України, учасник російсько-української війни.[3]
71. Мороз Сергій Олегович (?-2023) — лейтенант Збройних сил України, учасник російсько-української війни.[3]
72. Набатов Дмитро Сергійович (?-2023) — старший солдат Збройних сил України, учасник російсько-української війни.[3]
73. Назаренко Олександр Олександрович (?-2023) — військовик Збройних сил України, учасник російсько-української війни.[3]
74. Напрягло Роман Дмитрович (1997—2017) — матрос Військово-морських сил Збройних сил України, учасник російсько-української війни.[3]
75. Науменко Іван Олександрович (?-2022) — солдат Збройних сил України, учасник російсько-української війни. Почесний громадянин Слов'янська (посмертно).[3]
76. Неклець Сергій Володимирович (?-2023) — солдат Збройних сил України, учасник російсько-української війни.[3]
77. Нехаєв Андрій Сергійович (?-2023) — солдат НГУ, учасник російсько-української війни.[3]
78. Нецвіт Станіслав Володимирович (1992—2023) — солдат Збройних сил України, учасник російсько-української війни.[3]
79. Онищенко Сергій Віталійович (?-2023) — солдат Збройних сил України, учасник російсько-української війни.[3]
80. Орлов Микита Олександрович (?-2023) — солдат Збройних сил України, учасник російсько-української війни.[3]
81. Павенко Ярослав Олександрович (?-2023) — волонтер; військовий капітан, учасник російсько-української війни.[3]
82. Панков Олексій Сергійович (? — 2022) — майор служби цивільного захисту, учасник російсько-української війни.[3]
83. Пічуркін Юрій Юрійович (?-2023) — старший солдат НГУ, учасник російсько-української війни.[3]
84. Подрєзов Роман Миколайович (?-2023) — прапорщик Збройних сил України, учасник російсько-української війни.[3]
85. Приходько Антон Вікторович (?-2023) — старший солдат Збройних сил України, учасник російсько-української війни.[3]
86. Пяст Олександр Миколайович (?-2023) — молодший сержант Збройних сил України, учасник російсько-української війни.[3]
87. Резніков Євген Юрійович (? — 2023) — старший солдат Збройних сил України, учасник російсько-української війни.[3]
88. Ременюк Андрій Олегович (1983—2014) — солдат Збройних сил України, учасник російсько-української війни.[3]
89. Рилін Олександр Васильович (? — 2023) — солдат Збройних сил України, учасник російсько-української війни. Почесний громадянин Слов'янська (посмертно).[3]
90. Самойлов Дмитро Олександрович (? — 2023) — молодший сержант НГУ, учасник російсько-української війни.[3]
91. Семенюк Олексій Володимирович (? — 2023) — солдат Збройних сил України, учасник російсько-української війни.[3]
92. Смаригін Віктор Миколайович (? — 2022) — старший солдат Збройних сил України, учасник російсько-української війни.[3]
93. Смульченко Мирослав Євгенович (1992—2022) — солдат Збройних сил України, учасник російсько-української війни.[3]
94. Сосненко Денис Олександрович (2002—2023) — волонтер гуманітарної місії «Чорний тюльпан», учасник російсько-української війни.[3]
95. Терехов Сергій Володимирович (? — 2023) — старший прапорщик Збройних сил України, учасник російсько-української війни.[3]
96. Титаренко Владислав Миколайович (? — 2023) — солдат Збройних сил України, учасник російсько-української війни.[3]
97. Троценко Максим Євгенович (1987—2022) — старший солдат Збройних сил України, учасник російсько-української війни. Почесний громадянин Слов'янська (посмертно).[3]
98. Український Дмитро Михайлович (1979—2018) — молодший сержант Збройних сил України, учасник російсько-української війни.[3]
99. Федін Андрій Вікторович (1987—2022) — старший солдат Збройних сил України, учасник російсько-української війни.[3]
100. Харченко Євген Євгенович (1989—2022) — молодший сержант Збройних сил України, учасник російсько-української війни.[3]
101. Хлобистов Олег Юрійович (1980—2023) — старший солдат Збройних сил України, учасник російсько-української війни.[3]
102. Худолей Андрій Юрійович (?-2023) — старший солдат Збройних сил України, учасник російсько-української війни.[3]
103. Чернишев Сергій Сергійович (?-2023) — старший сержант Збройних сил України, учасник російсько-української війни.[3]
104. Чечинов Ігор Дмитрович (?-2022) — сержант Збройних сил України, учасник російсько-української війни.[3]
105. Шарудило Артем Олександрович (?-2022) — молодший сержант Збройних сил України, учасник російсько-української війни.[3]
106. Шатохін Олександр Володимирович (1983—2023) — матрос Збройних сил України, учасник російсько-української війни.[3]
107. Шинкарюк Максим Сергійович (?—2023) — солдат НГУ, учасник російсько-української війни.[3]
108. Шмалько Микола В'ячеславович (?—2023) — молодший сержант НГУ, учасник російсько-української війни.[3]
109. Штепа Андрій Олександрович (?—2022) — старший солдат Збройних сил України, учасник російсько-української війни.[3]
110. Ягодинський Володимир Юрійович (1989—2023) —  солдат Збройних сил України, учасник російсько-української війни.[3]

### Особи, які були позбавлені статусу
Кобзон Йосип Давидович — звання надано 30 березня 1999 року, позбавлене 26 липня 2017 року.